# Espoir de paix

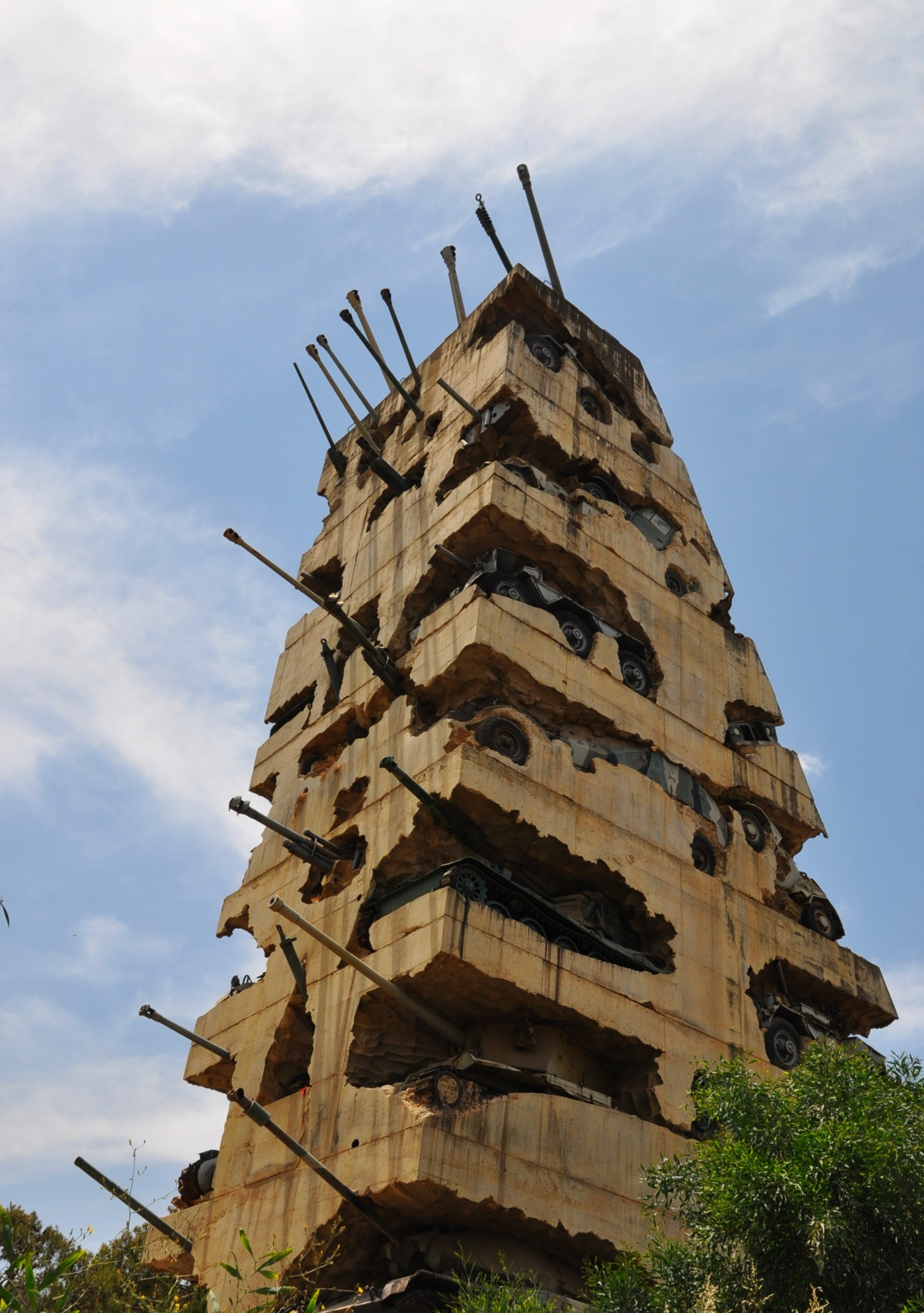
Espoir de paix

Espoir de Paix (Hope for Peace) est une sculpture monumentale d'Arman érigée devant le ministère de la défense à Yarzé, dans la banlieue de Beyrouth, en août 1995.

## Histoire et description
Mesurant 32 mètres et pesant environ 6 000 tonnes, elle est composée de 78 chars d'assaut, jeeps et pièces d'artillerie diverses scellés dans une monumentale tour de béton. Elle a été construite et inaugurée au Liban avec la collaboration de l'armée libanaise et l'aide de son ami et ancien assistant Alain Bizos.  Ce monument a été inauguré à l'occasion du cinquantenaire de l'armée libanaise et il est dédié à la paix nationale au Liban, comme le symbolisent tous les canons inutilisables, figés dans le béton et tournés vers le ciel.